# Membrillera
Membrillera ist ein zentralspanischer Ort und eine Gemeinde (municipio) mit 97 Einwohnern (Stand: 2024) in der Provinz Guadalajara in der Autonomen Gemeinschaft Kastilien-La Mancha. 

## Geografie
Membrillera befindet sich etwa 51 Kilometer nordnordwestlich von Guadalajara und etwa 85 Kilometer nordöstlich von Madrid in einer Höhe von ca. 835 m. 

## Bevölkerungsentwicklung
| Bevölkerung | Bevölkerung | Bevölkerung | Bevölkerung | Bevölkerung | Bevölkerung |
| 1970        | 1981        | 1991        | 2001        | 2011        | 2021        |
| ----------- | ----------- | ----------- | ----------- | ----------- | ----------- |
| 261         | 100         | 102         | 105         | 119         | 102         |

## Sehenswürdigkeiten
- Marienkirche (Iglesia de Nuestra Señora de la Blanca)
- Marienkapelle